# Кордоверо, Моше
Моше Кордоверо (ивр. משה קורדובירו‎; также Моше (Моисей) бен Яаков Кордоверо; лат. Moses Cordovero; 1522—1570, Цфат) — известный каббалист, представитель цфатской школы каббалы.
Хотя среди современников Кордоверо пользовался высочайшим уважением, его славу скоро затмил его ученик Ицхак Лурия.

## Биография и труды
Место рождения Моше Кордоверо не известно, однако его фамилия говорит о том, что его род происходил из Испании.
Известно что его учителями были Иосиф Каро и Шломо Алкабец, а сам Кордоверо был даяном и главой иешивы в Цфате.
Рав Моше смог довольно быстро постичь секреты каббалы и вскоре обратился к литературной деятельности, пытаясь систематизировать в своих трудах учение каббалы, развивавшееся до него в единую философскую концепцию. Этим он занялся, работая над книгой «Пардес Римоним» (ивр. "Гранатовый сад"; 1549).
Его следующим трудом был шестнадцатитомный «Ор Якар» (ивр. "Дорогой свет"), посвящённый комментариям ко всему тексту главной каббалистической книги "Зоар". (ивр.: "Сияние"). Написанием этого труда он занимался много лет до самой своей смерти и считал его своей самой главной работой.
Написанная Кордоверо в течение десятилетия после завершения «Пардес римоним», «Сефер Элима раббати» представляла собой гораздо более разработанную систему каббалистической теологии. Несмотря на это книга имела ограниченное влияние и признание.
Особое место среди сочинений Кордоверо занимает книга «Томер Двора» («Пальма Дворы»), посвящённая моральным принципам и этике на основе системы сфирот. Она оказала огромное влияние на развитие каббалистической литературы этической направленности.
Книга «Ор не’ерав» (ивр. «Приятный свет») — краткое введение в каббалистические учения, её лаконичные формулировки важны для понимания подобных предметов в других работах Кордоверо, а также «Пардес Римоним», поскольку она содержит краткое описание его содержания, сформулированного в виде каббалистического кредо.
Во время похорон рабби Кордоверо, Ицхак Лурия видел столб огня, а Йосеф Каро воскликнул: «Здесь находится Ковчег Торы».

## Религиозно-философские убеждения
Кордоверо считал, что нужно сначала изучить Писание (Танах), Мишну и Гемару прежде, чем приняться за изучение каббалы. В своих работах «Элима Раббати» и «Шиур Кома» он признавал значимость философии, но стремился показать её бессилие в решении проблемы связующего звена между Эйн-софом и миром. Подчёркивая важность логического анализа, он говорил, что совершенное знание можно узреть только очами души, взирающей во внутреннее (ивр. ха-рийя ха-пнимит).
Кордоверо стремился к всесторонней интерпретации основных каббалистических традиций, особенно наследия Зогара. Кордоверо никогда не утверждал, что он философ. Но на фоне лурианского символизма и мифологических образов, он неизбежно воспринимался как исключительно здравомыслящий и рациональный каббалистический автор-философ. Его подход был в основном философским. Но большинство каббалистов видело в нём учителя великого медитативного благочестия, а не теоретической философской спекуляции.

### «Гранатовый сад»
Самый значительный его труд — «Пардес римоним» («פרדס רמונים»; Pardes Rimonim; «Гранатовый сад»; завершён в 1549;  впервые издан сыном Кордоверо, Гедалией, с его предисловием — Венеция, 1586) — кладезь каббалистической мудрости. В нём Эйн Соф предстаёт как мысль, питающая всю вселенную. «До тех пор пока все, что существует, содержится в Его бытии, Он охватывает все сущее. Субстанция Его присутствует в Его сефирот, и Сам Он — во всем, и ничто — вне Его». Свет Эйн Софа протекая через сефирот, подобно потоку чистой воды, приобретает многообразные цвета и формы материального мира. «Он не меняет цвета вовсе, [не склоняясь] ни к суду, ни к состраданию, ни вправо, ни влево. Однако при прохождении [его] лучей сквозь [сефирот] — пёстрые цветные стёкла, — верх берёт то суд, то сострадание». Но отождествлять сфирот и Эйн-соф нельзя. Кордоверо критиковал каббалистов, которые не проводили чёткого разграничения между сфирот (Божественными атрибутами) и Божественной Сущностью.
В «Пардес римоним» (Врата 4) Кордоверо поддерживал рабби Менахема Реканати как сторонника строго инструментальной интерпретации сфирот («как орудий художника»). «Сефер Маген Довид» он считал источником онтологического определения сфирот в качестве Божественной сущности. «Пардес римоним» даёт систематическое представление о каббалистической теологии, являясь авторитетным и любимым руководством среди знатоков каббалы во всем мире. Он не только великолепно построен, но также и содержит много ценнейших комментариев на пассажи из каббалистических книг (Зогар и др.).